# جاده اختصاصی
جاده اختصاصی (نیز: جاده خصوصی، راه اختصاصی، راه خصوصی، مسیر اختصاصی) به جادهای گفته می‌شود که مالکیت و نگهداری آن توسط یک فرد، سازمان یا شرکت  خصوصی صورت می‌گیرد و در اختیار دولت نیست.

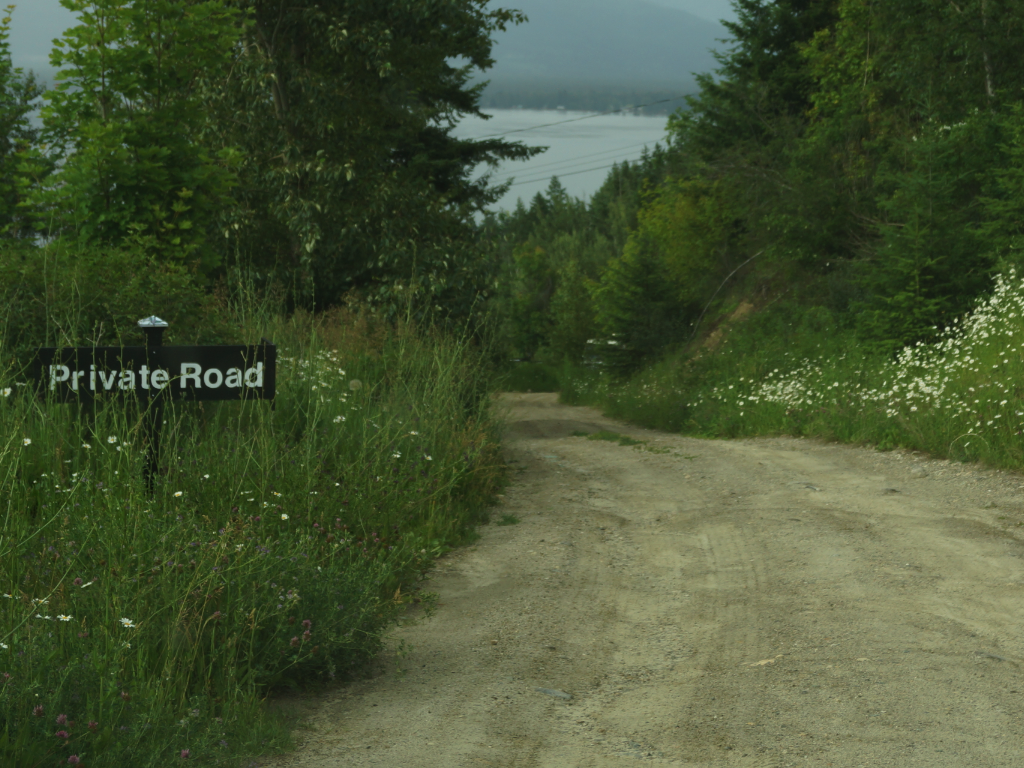
جاده خصوصی در کانادا.

ورود به جاده اختصاصی ممکن است جرم محسوب شود و ممکن است برخی مقررات جاده‌های عمومی در جاده‌های اختصاصی تغییراتی داشته باشند. راه دسترسی به مجتمع‌ها و خانه‌های خصوصی می‌تواند جاده اختصاصی باشد. 

## جاده های اختصاصی در کشورها
علاوه بر راههای کوچک خصوصی، بزرگراههای خصوصی نیز در کشورهای مختلف وجود دارند.   در کشور سوئد، چهار درصد از کل حمل و نقل جاده ای از طریق راههای اختصاصی صورت می‌گیرد.  در املاک خصوصی کانادا مالکان برای دسترسی به بخش‌های مختلف ملک، راههای خصوصی ایجاد می‌کنند.